# Saul
Saul (Hebreeuws: שָׁאוּל, Šāʔûl of Scha'ul, "de gevraagde" [een danknaam voor de geboorte van een kind]) was volgens de overlevering in de Hebreeuwse Bijbel de eerste koning van de Israëlieten. Hij was een zoon van Kisj afkomstig van de stam Benjamin. Volgens de Bijbelse chronologie regeerde Saul van ca. 1025 v.Chr. tot ca. 1010 v.Chr. Saul had verschillende zonen, onder wie: Jonatan, Malchi-Sua, Abinadab en zijn opvolger Isboset. Daarnaast had hij twee dochters, Merab en Michal, die trouwde met de latere koning David.

## Leven
Het verhaal over Saul wordt beschreven vanaf 1 Samuel 9, waar Saul en zijn familie worden voorgesteld, tot 1 Samuel 31, waar de dood van Saul en drie zonen in een strijd tegen de Filistijnen en zijn begrafenis worden beschreven. Terwijl in het eerste deel Saul, zijn familie en prestaties als koning centraal staan, staan de verhalen vanaf 1 Samuel 16 in de schaduw van de verhalen over de opkomst van David, totdat ze zich in 1 Samuel 28 en 31 weer op Saul richten.

### Jeugd en opkomst
Nadat eerst de wens van het volk Israël wordt vermeld om een koning te hebben (1 Samuel 8), beginnen de vertellingen over Saul met zijn zoektocht naar ezelinnen van zijn vader, waarbij hij de profeet Samuel ontmoette, die hem in het geheim zalfde tot koning (1 Samuel 9:1-10, 16). Hierna volgt het verhaal waarbij de verkiezing van een koning in Mispa verliep via divinatie, waarbij het lot op Saul viel. Ondanks deze uitverkiezing door JHWH worden ook afwijkende meningen over de nieuwe koning vermeld (1 Samuel 10:17-27). Het volgende verhaal dat tot zijn koningschap leidde, betreft de bevrijding van Jabes in Gilead van een aanval door de Ammonieten. Op de door een bode gebrachte roep om hulp reageerde Saul in eerste instantie als een rechter: hij riep een Israëlitische militie bijeen (het Israëlitische volksleger) en bevrijdde de stad in een verrassende actie. Na deze overwinning werd zijn koningschap in Gilgal plechtig bevestigd (1 Samuel 11).

### Koning
Nadat Samuel zijn rechtersfunctie in 1 Samuel 12 neergelegd had, worden de vertellingen over Saul vervolgd met het verhaal over zijn successen om de Filistijnen te verslaan, waarbij Sauls zoon Jonatan een onderscheidende rol speelde (1 Samuel 13, 14). Hierna volgt een summiere opsomming van gegevens over Saul en zijn familie (1 Samuel 14:47-52). Na deze positieve verhaallijn volgt – in samenhang met de verhalen hoe Saul de roofzuchtige Amalekieten versloeg – het verhaal over de verwerping van Saul als koning, omdat hij hun koning Agag gespaard had (1 Samuel 15); een vergelijkbaar verwerpingsverhaal werd eerder al gegeven in 1 Samuel 13:7b-15.
De vertellingen hierna staan in samenhang met die over David. Na de verwerping van Saul had Samuel David (wederom in het geheim) gezalfd tot koning (1 Samuel 16:1-13). Volgens 1 Samuel 16:14-23 kwam David als muzikant aan het hof van Saul, om de door een "kwade geest" geteisterde koning Saul met zijn harpspel te ontspannen. In samenhang met het verhaal over David en Goliat kwam het weer tot een (eerste) ontmoeting tussen Saul en David (1 Samuel 17). Hierop volgt het verhaal over de vriendschap tussen David en Sauls zoon Jonatan, waarin ook over de overige successen van David en het huwelijk tussen David en Sauls dochter Michal wordt verteld (1 Samuel 18-20).
In deze fase begon ook het conflict tussen Saul en David, waarbij David moest vluchten, wat ertoe leidde dat Saul de priesters van Nob wegens deloyaliteit liet executeren (1 Samuel 21, 22). Na de vertellingen over Sauls vervolging van David en Davids overlopen naar de Filistijnen (1 Samuel 24, 26, 27), gaat het weer over Saul en zijn aanstaande laatste slag met de Filistijnen. Omdat Saul bij een orakelbevraging geen antwoord kreeg van JHWH, ging hij te rade bij de geestenbezweerster van Endor (1 Samuel 28).

### Dood en opvolging
Uiteindelijk kwam het bij het Gilboagebergte, aan de noordelijke kant van Sauls rijk, tot een slag met de Filistijnen, waarbij drie zonen van Saul sneuvelden en hij daarna zelfmoord pleegde (1 Samuel 31:1-10). De inwoners van Jabes bewezen hierbij hun redder van eertijds hun dankbaarheid en haalden bij een nachtelijke actie de lijken van Saul en zijn zonen van een muur van de stad Bet-San, die daarop werden tentoongesteld, en begroeven hun lichamen eervol (1 Samuel 31:11-13).
Saul werd opgevolgd door zijn zoon Isboset, behalve bij de stam Juda, waar David tot koning werd uitgeroepen. De volgende jaren was er een strijd tussen de familie van Saul en David, die door David werd gewonnen.

## Historiciteit

Het Verenigd Koninkrijk Israël ten tijde van Saul en David

Saul komt alleen voor in de Hebreeuwse Bijbel en daarvan afhankelijke werken. Buiten deze geschriften bestaan geen bewijzen of aanwijzingen dat Saul werkelijk heeft geleefd. De literaire analyse en evaluatie van deze werken, vooral 1 en 2 Samuel, bieden diverse moeilijkheden. Zo bevatten ze diverse versies van hetzelfde verhaal, zoals hoe Saul op de troon kwam en hoe hij stierf. Blijkbaar is er sprake van een lange tijd waarin deze verhalen werden overgeleverd en waarin afwijkende varianten ontstonden. Sommige kunnen naar analogie van de vertellingen over David zijn ontstaan (zoals de zalving van Saul, maar de verhalen over de ezelinnen en ontmoeting met een profeet staan daarentegen volledig op zichzelf) of worden gedomineerd door de latere machtsoverdracht aan David (zoals de vertellingen over de verwerping van Saul als koning en het afstand doen van aanspraak op de troon door Jonatan). 
Anderzijds hebben veel van deze vertellingen onmiskenbaar een oude kern, die zeer goed past in de verwijzingen naar de historische situatie en sociologische ontwikkeling van Israël en de omringende volken; toch kennen de vertellingen ook tegenstrijdige details die vrijwel zeker niet achteraf konden zijn bedacht (zoals dat de lijken van Saul en zijn zonen verbrand werden; 1 Samuel 31:12). Als men, conform de huidige wetenschappelijke consensus, aanneemt dat men in Jeruzalem in de 10e eeuw v.Chr. niet kon schrijven, moet men wel aannemen dat er ten minste een kern langdurig goed en in het geval van sommige details zeer nauwkeurige mondeling overgeleverd werd, ook als deze overlevering sommige uitbreidingen en varianten onderging voordat zij de huidige literaire vorm kreeg. Andere details zijn moeilijk of niet te verklaren, zoals dat Saul slechts 2 jaar koning zou zijn geweest en volgens de Masoretische Tekst 1 jaar oud was toen hij koning werd (1 Samuel 13:1). Ook is het niet aannemelijk dat Saul diverse oorlogen voerde tegen de Moabieten, Edomieten en Amalekieten, terwijl de dreiging van de Filistijnen zo groot was en Sauls leger zo slecht georganiseerd.
De idee van een Verenigd Koninkrijk Israël is waarschijnlijk een later ideologisch construct; over het algemeen wordt op basis van archeologische vondsten aangenomen dat Juda als onafhankelijke staat niet eerder dan in de 8e eeuw v.Chr. ontstond. Als Saul al een historisch persoon was, was zijn koninkrijk niet zo groot als in de Hebreeuwse Bijbel wordt beschreven. Waarschijnlijk omvatte het de gebieden van de stammen Efraïm en Benjamin en de streek Gilead. Hij had ook enige invloed op de noordelijke delen van Juda en achter de Vlakte van Jizreël. Zijn hoofdstad was waarschijnlijk een legerkamp in de buurt van Gibea. De archeologie lijkt te ondersteunen dat rond 1000 v.Chr, het einde van ijzertijd I, de bewoners van dit gebied hoofdzakelijk herders en veefokkers waren, zonder enige vorm van centraal bestuur of organisatie.

## Receptie in de kunst
- Saul, oratorium van Georg Friedrich Händel
- In guilty night (Saul and the Witch of Endor) Z134 van Henry Purcell
- Saul, toneelstuk van Hans Wiers-Jenssen uit 1916
- Saul, toneelstuk van Vittorio Alfieri uit 1782
- Saul og David, opera van Carl Nielsen